# Fantastels
Fantastels is de jaarlijks uitgereikte onderscheiding voor het beste Nederlandstalige fantasy/sciencefiction/horror verhaal tot 12.000 woorden. De prijs bestaat naast Trek Sagae (voor verhalen tussen 2.000 en 4.000 woorden) uit de Harland Award (voor verhalen tot 10.000 woorden) en de tweejaarlijkse Fantasy Strijd Brugge (voor verhalen tot 1.500 woorden). Ze tellen alle drie mee voor het Kampioenschap Nederlandstalige Speculatieve Literatuur.
Fantastels wordt georganiseerd door Anaïd Haen.
Bijzonder is dat Fantastels ook openstaat voor 'veteraanverhalen' (verhalen die al aan andere wedstrijden hebben meegedaan). Om te garanderen dat de stem van elk jurylid even zwaar meetelt, wordt bij Fantastels de eindscore berekend op basis van de rangordes die verschillende juryleden in drie beoordelingsrondes aan de verhalen toekennen en niet op basis van waarderingcijfers.
Bij de editie van 2017 zijn er twee nieuwe prijzen toegekend. De Feniksprijs voor de beste slotzin  en  Grijze Duivenprijs voor de oudste debutant. Volgens de organisatoren was 2017 tevens de laatste keer dat de prijs werd uitgereikt.
| Editie | Winnaar            | 2e prijs                        | 3e prijs             | 4de                 | 5de                 | Feniksprijs      | Grijze Duivenprijs |
| ------ | ------------------ | ------------------------------- | -------------------- | ------------------- | ------------------- | ---------------- | ------------------ |
| 2009   | Bianca Mastenbroek | Alex de Jong                    | Thomas Olde Heuvelt  | Fred Rabouw         | Anne Witberg        |                  |                    |
| 2010   | Linda Mulders      | Fred Rabouw                     | Mark Laurence        | Fred Rabouw         | Fred van der Meulen |                  |                    |
| 2011   | Stephen Vroom      | Corina Onderstijn               | Richard Schothans    | Fred van der Meulen | Marieke Frankema    |                  |                    |
| 2012   | Mike Jansen        | Iris Versluis                   | Jack Schlimaznlik    | Fred Rabouw         | Boukje Balder       |                  |                    |
| 2013   | Kelly van der Laan | Corina Onderstijn               | Ineke Brussee        | Hester Stasse       | Marieke Pallada     |                  |                    |
| 2014   | Brenda Hingstman   | Marly Terwisscha van Scheltinga | Debby Willems        | Iris Versluis       | Cornelie Moolhuizen |                  |                    |
| 2015   | Ben Adriaanse      | Jorrit de Klerk                 | Johan Klein Haneveld | Tijs de Jong        | Bart Huyghe         |                  |                    |
| 2016   | Renske Gommer      | Jack Schlimazlnik               | JP Kapteyn           | Tom Kruijsen        | Wendy Torenvliet    |                  |                    |
| 2017   | Tijs de Jong       | Abram Hertroys                  | Mike Jansen          | Sophia Drenth       | Cornelie Moolhuizen | Aldina Bronckers | Betty Goossens     |